# Рушецу (комуна)
Рушецу (рум. Rușețu) — комуна у повіті Бузеу в Румунії. До складу комуни входять такі села (дані про населення за 2002 рік):
- Рушецу (4044 особи) — адміністративний центр комуни
- Серджент-Іонел-Штефан (272 особи)

Комуна розташована на відстані 105 км на північний схід від Бухареста, 37 км на південний схід від Бузеу, 142 км на північний захід від Констанци, 82 км на південний захід від Галаца, 147 км на південний схід від Брашова.

## Населення
За даними перепису населення 2002 року у комуні проживали 4316 осіб.
Національний склад населення комуни:
| Національність | Кількість осіб | Відсоток |
| -------------- | -------------- | -------- |
| румуни         | 4185           | 97,0%    |
| цигани         | 130            | 3,0%     |
| серби          | 1              | < 0,1%   |

Рідною мовою назвали:
| Мова      | Кількість осіб | Відсоток |
| --------- | -------------- | -------- |
| румунська | 4290           | 99,4%    |
| циганська | 26             | 0,6%     |

Склад населення комуни за віросповіданням:
| Релігія       | Кількість осіб | Відсоток |
| ------------- | -------------- | -------- |
| православні   | 4309           | 99,8%    |
| римо-католики | 3              | 0,1%     |
| п'ятдесятники | 3              | 0,1%     |
| адвентисти    | 1              | < 0,1%   |